# Harriet Jones
Harriet Jones est un personnage fictif joué par Penelope Wilton dans la série télévisée britannique de science-fiction Doctor Who. C'est une femme politique de Grande-Bretagne. Elle est députée d’une petite circonscription appelée Flydale North puis Premier ministre du Royaume-Uni.

## Histoire du personnage

### Saison 1 (2005)
Dans les épisodes L'Humanité en péril et Troisième Guerre mondiale, elle aide le neuvième Docteur à lutter contre les Slitheen. C’est un personnage comique mais courageux. Sous une apparence très modeste, elle reprend en main une Grande-Bretagne choquée par le spectre de la troisième guerre mondiale. Le Docteur nous apprend à la fin de l’épisode Troisième Guerre mondiale qu’elle deviendra Premier ministre.
Depuis sa première apparition, dans la saison 1, la présentation du personnage fait l'objet d'un comique de répétition. En effet, Harriet Jones se présente toujours de la même façon : elle brandit sa carte tout en annonçant son nom et sa fonction (députée de Flydale North, puis Premier ministre et enfin ex-Premier ministre). À partir du moment où elle devient Premier Ministre, le comique de répétition est double puisque ses interlocuteurs savent quasiment toujours qui elle est et répondent presque invariablement la même chose : « Oui, je sais/nous savons qui vous êtes ».

### L'Invasion de Noël(Noël 2005)
Nous recroisons Harriet Jones dans l'épisode spécial L'Invasion de Noël. Elle est désormais Premier Ministre depuis quelque temps. Sa cote de popularité est au plus haut et elle est réputée pour avoir fait entrer la Grande-Bretagne dans son âge d'or. Mais cet âge d'or prend fin avec l'arrivée des Sycorax.
N'ayant aucune nouvelle du Docteur, elle décide de faire appel à l'Institut Torchwood afin de lutter contre la menace extraterrestre. Torchwood répond présent et prépare l'offensive. Entretemps, le Docteur, remis de sa régénération, intervient et, à la suite d'un duel remporté, fait promettre aux Sycorax de partir et de ne plus jamais revenir sur la Terre.
Alors que toute menace est désormais écartée et que les Sycorax sont en train de fuir dans l'espace, elle reçoit un message de Torchwood lui indiquant que tout est prêt pour l'intervention armée. Après une brève hésitation, Harriet Jones ordonne la destruction des Sycorax. L'Institut Torchwood met alors en action un rayon laser puissant, visible depuis Londres, qui va frapper et détruire le vaisseau des Sycorax.
Le Docteur, furieux, ne l'estime plus comme étant une bonne dirigeante pour la Grande-Bretagne. Il la défie en disant pouvoir faire tomber son gouvernement en six mots. Il glisse à l'oreille d'un de ses proches « Vous ne la trouvez pas fatiguée ? ». Peu après, à la suite du lancement d'une rumeur sur sa santé défaillante, celle-ci est contrainte de démissionner, provoquant des élections anticipées qui verront l'élection surprise d'Harold Saxon.

### Saison 2 (2006)
Dans le dernier épisode de la saison 2, dans le monde parallèle où le Docteur rencontre Pete Tyler, Harriet Jones est mentionnée comme la Présidente de la Grande-Bretagne, qui lui a permis de connaître son âge d'or. Le Docteur conseille, peu après avoir été mis au courant de cette information, de garder un œil sur elle.

### Saison 4 (2008)
Harriet Jones apparaît pour la dernière fois dans l'avant-dernier épisode de la saison 4 : The Stolen Earth. Elle se pose en tant que farouche résistante à l'invasion Dalek. Le Docteur étant introuvable, elle contacte alors Jack Harkness de l'Institut Torchwood et Martha Jones, membre de UNIT ainsi que Sarah Jane Smith afin d'amplifier un signal pour appeler le Docteur. Mais en activant ce signal, elle sait que les Daleks la trouveront. C'est en effet ce qui se produit et ils l'éliminent après avoir pénétré chez elle.

## Liste des apparitions
- 2005 : L'Humanité en Péril
- 2005 : Troisième Guerre Mondiale
- 2005 : L'Invasion de Noël
- 2008 : La Terre Volée